# Heptóxido de dicloro
Heptóxido de dicloro é o composto químico com a fórmula Cl2O7. Este óxido de cloro é o anidrido do ácido perclórico. É produzido pela cuidadosa destilação do ácido perclórico na presença do agente desidratante pentóxido de fósforo:
2 HClO4  +  P4O10   →  Cl2O7  +  H2P4O11
Ele lentamente hidroliza-se novamente a ácido perclórico, o qual é também perigoso quando anidro.
Cl2O7 é uma molécula endotérmica, o que significa que é intrinsicamente instável.
Cl2O7  →  Cl2  +  3.5 O2  ΔH = 135 kJ/mol
Cl2O7 é ligado com ângulo Cl-O-Cl de 118.6° dando a molécula simetria C2. As distâncias dos Cl-O terminais são 1.709 Å e as distâncias Cl=O são de 1.405 Å. Neste comsposto, o cloro existe em seu mais alto estado de oxidação de 7+, embora a ligação nesta molécula hipervalente seja significativamente covalente.

## Segurança
Cl2O7 é um forte oxidante assim como um explosivo que deve ser mantido afastado de chamas ou choques mecânicos.